# Подснежная (станция)
Подснежная — железнодорожная станция Саратовского региона Приволжской железной дороги. Находится в селении Вихляйка.

## История
«Вихляйка — станция Аткарско — Вольской ветви Р. У.Ж. Д. на 86-й версте от Аткарска в Петровском уезде.
Станция называлась ранее Устиново по фамилии местных землевладельцев Устиновых, при обширном имении которых она расположена.
При станции — зернохранилище на 25 тысяч пудов и хлебный склад Устиновых на 70 вагонов. В урожайные годы грузооборот станции превышает 700 тысяч пудов, преобладающими грузами являются: хлеб, поташ, дрова. Пассажиров отправляется в год около 4 тысяч человек.».